# 엘리자베트 슈만

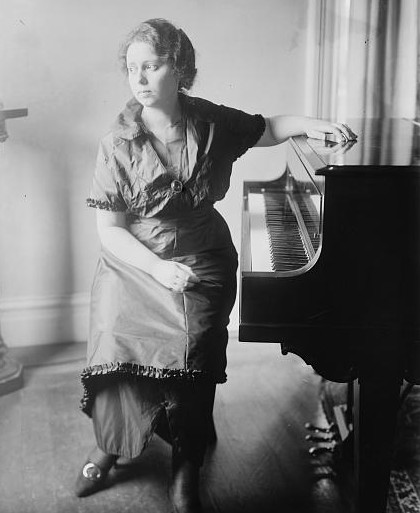
엘리자베트 슈만

엘리자베트 슈만(독일어: Elisabeth Schumann, 1885년 6월 13일 ~ 1952년 4월 23일)은 독일의 소프라노 가수이다.
헨리에타 존다크의 딸로 독일의 메르제부르크에서 태어났다. 어릴 적부터 뛰어난 재능을 보여 함부르크 음악원에서 알마 샤드로에게 사사받았다. 1910년에 함부르크 가극장에서 〈탄호이저〉의 엘리자베스 역으로 데뷔하였으며 그 성공으로 메트로폴리탄 가극장에 초빙되었고, 마침 지휘를 맡고 있던 리하르트 슈트라우스의 인정을 받아 그 후로는 그의 작품의 소개에 힘썼다. 1919년, 슈트라우스의 추천으로 빈 국립 가극장으로 옮겨 프리마돈나로 빛나는 성공을 거두었다. 제2차 세계대전 직전, 미국으로 건너가 커티스 음악원의 교사가 되었으며, 1944년 미국에 귀화하여 많은 제자의 육성에 힘썼다.